# The Who Sell Out
The Who Sell Out är ett konceptalbum av The Who utgivet 1967, deras tredje musikalbum totalt. Albumet släpptes på skivmärket Track Records i Storbritannien och på Decca i USA. Den amerikanska versionen släpptes 1968. Albumet var tänkt att hylla, såväl som göra narr av de piratradiostationer som sände kring brittiska öarna, när man lyssnar på albumet ska man få intrycket av att man lyssnar på piratradiostationen Radio London. 
Titeln är också ironiserande eftersom the Who faktiskt gjorde riktig reklam just vid tidpunkten då albumet släpptes. 1967 var året då psykedelisk musik var som störst, och även the Who influerades av denna stil, vilket man tydligt kan lägga märke till på låten "Armenia City in the Sky" och hiten "I Can See for Miles". Den sistnämnda låten är egentligen den enda riktigt kända från det här albumet (det var också deras största singelframgång i USA).
Omslaget är också gjort som om det vore reklam. Medlemmarna i gruppen poserar en och en i fyra rutor tillsammans med olika produkter. Detta har gjorts lite galet. På framsidan poserar Pete Townshend när han använder en uppförstorad Odorono-deodorant. Andra delen av framsidan består av Roger Daltrey hållande en förstorad Heinz bönburk, samtidigt som han sitter i ett badkar fullt med bönor. På baksidan använder Keith Moon hudkrämen Medac (från en abnorm tub), och John Entwistle gör reklam för Charles Atlas-kursen (Atlas var en känd kroppsbyggare på den tiden). Då det var riktiga varumärken som användes i skämtreklamen och på skivomslaget följde stämningar. Radio London hävdade också att gruppen använde deras radiojinglar olovandes. Av någon anledning tar konceptet slut någonstans i mitten på skivsida två, och albumet övergår till ett "vanligt" musikalbum.
Albumet har på senare CD-utgåvor släppts med mycket bonusmaterial (där bland annat den riktiga reklamen gruppen gjorde finns med).

## Låtlista
Låtar som saknar upphovsman skrivna av Pete Townshend.
Reklam och "jinglar" markeras med fyrkant
Sida ett
1. "Armenia City in the Sky" (John Keen) - 3:48
2. *Jingle: "Wondeful Radio London, Whoopee!"
3. "Heinz Baked Beans"  (John Entwistle) - 1:00
4. *Jingle: "More Music, More Music..."
5. "Mary Anne with the Shaky Hand" - 2:28
6. *Trumsolo, kort instrumentalt skämtspår
7. "Odorono" - 2:34
8. *Jingle: "It's smooth sailing with the highly successful sound of Wonderful Radio London!"
9. "Tattoo" - 2:51
10. *Jingle: "Radio London reminds you: Go to church of your choice."
11. "Our Love Was" - 3:23
12. *"You're a pussycat, you're where it's at, ..."
13. *Jingle: "The Big 'L'" (förvrängd röst)
14. *"Speak easy, drink easy, puh-leasy!"
15. *"Hold your group together with Rotosound strings!"
16. "I Can See for Miles" - 4:44

Sida två
1. *Reklam för Charles Atlas-kursen
2. "I Can't Reach You" - 3:03
3. "Medac" (John Entwistle) - 0:57
4. "Relax" - 2:41
5. "Silas Stingy" (John Entwistle)  3:07
6. "Sunrise" - 3:06
7. "Rael" - 5:44
8. *"Track Records!, Track Records!..." (innerspåret fortsätter i all evighet om inte grammofonen stängs av)